# Café Filho
João Fernandes Campos Café Filho ([ˈʒuɐ̃w feɾˈnɐ̃dis ˈkɐ̃pus kaˈfɛ ˈfiʎu]; 3. února 1899 – 20. února 1970) byl brazilský právník, novinář a politik, viceprezident a 18. prezident své země v letech 1954–1955. Úřadu se ujal v době politické krize po sebevraždě prezidenta Vargase. Byl prvním protestantem, který zastával tento úřad. Jeho prezidentství skončilo z důvodu kardiovaskulární nemoci, která mu na nějakou dobu zabránila pracovat.